# Grant Silcock
Grant Silcock, né le 21 mai 1975, est un ancien joueur de tennis professionnel australien.
Il remporte avec James Greenhalgh le titre en double à Hong Kong en 1999. Ils battent en demi-finale Mark Knowles et Daniel Nestor, classés 9e et 6e mondiaux en double (7-6, 7-6). En finale, ils bénéficient du forfait d'Andre Agassi et David Wheaton. Spécialiste de la discipline, il a également remporté neuf tournois Challenger, le premier à Alpirsbach en 1997 et le dernier à Bangkok en 2002.

## Palmarès

### Titre en double messieurs
| No | Date       | Nom et lieu du tournoi | Catégorie   | Dotation  | Surface    | Partenaire       | Finalistes                 | Score   |  |
| -- | ---------- | ---------------------- | ----------- | --------- | ---------- | ---------------- | -------------------------- | ------- |  |
| 1  | 05-04-1999 | Salem Open Hong Kong   | Int' Series | 325 000 $ | Dur (ext.) | James Greenhalgh | Andre Agassi David Wheaton | Forfait |  |

## Parcours en Grand Chelem

### En double
| Année | Open d'Australie               | Open d'Australie                 | Internationaux de France      | Internationaux de France   | Wimbledon                     | Wimbledon                  | US Open                      | US Open                       |
| ----- | ------------------------------ | -------------------------------- | ----------------------------- | -------------------------- | ----------------------------- | -------------------------- | ---------------------------- | ----------------------------- |
| 1997  | 1er tour (1/32) Toby Mitchell  | Rick Leach Jonathan Stark        | —                             | —                          | —                             | —                          | —                            | —                             |
| 1998  | 1er tour (1/32) Dejan Petrović | Tom Kempers M. Oosting           | —                             | —                          | —                             | —                          | 1er tour (1/32) M. Wakefield | Mark Knowles Daniel Nestor    |
| 1999  | 2e tour (1/16) Dejan Petrović  | Gustavo Kuerten Nicolás Lapentti | 1er tour (1/32) J. Greenhalgh | Piet Norval Kevin Ullyett  | 1er tour (1/32) J. Greenhalgh | Paul Haarhuis Jared Palmer | —                            | —                             |
| 2000  | 2e tour (1/16) Paul Kilderry   | J.-M. Gambill Scott Humphries    | —                             | —                          | —                             | —                          | —                            | —                             |
| 2001  | 2e tour (1/16) Jordan Kerr     | Wayne Black Kevin Ullyett        | —                             | —                          | 1er tour (1/32) Brandon Hawk  | Marc Rosset Marat Safin    | —                            | —                             |
| 2002  | 2e tour (1/16) Jordan Kerr     | Martin Damm David Prinosil       | 2e tour (1/16) Jordan Kerr    | Mark Knowles Daniel Nestor | 1er tour (1/32) Jordan Kerr   | Brian MacPhie N. Zimonjić  | 1er tour (1/32) D. Golovanov | Julien Boutter Sjeng Schalken |

N.B. : le nom du ou de la partenaire se trouve sous le résultat ; le nom des ultimes adversaires se trouve à droite.